# Guadalcanalzanger
De guadalcanalzanger (Cincloramphus turipavae) is een zangvogel uit de familie Locustellidae.

## Verspreiding en leefgebied
De vogel is endemisch op het eiland Guadalcanal van de Salomonseilanden.

## Status
Er is weinig over deze vogel bekend maar de grootte van de populatie wordt geschat op 1000-2000 volwassen vogels. Omdat het verspreidingsgebied en de populatie klein is heeft deze soort op de Rode lijst van de IUCN de status gevoelig.